# Serravalle (Ala)
Serravalle (o Serravalle all'Adige; Seraval in dialetto trentino) è una frazione del comune di Ala, situata in una strettoia della Vallagarina, sulle rive del fiume Adige.
Confina con le frazioni di Chizzola e Santa Margherita. Fu comune autonomo fino al 1928 quando venne soppresso e aggregato al comune di Ala. Il paese è attraversato dalla Strada statale 12 dell'Abetone e del Brennero che parte da Pisa e, passando per Lucca, Modena e Verona, valica le Alpi. Nelle immediate vicinanze del centro abitato passa inoltre l'Autostrada A22 del Brennero. La frazione è servita dalla stazione ferroviaria di Serravalle.

## Storia

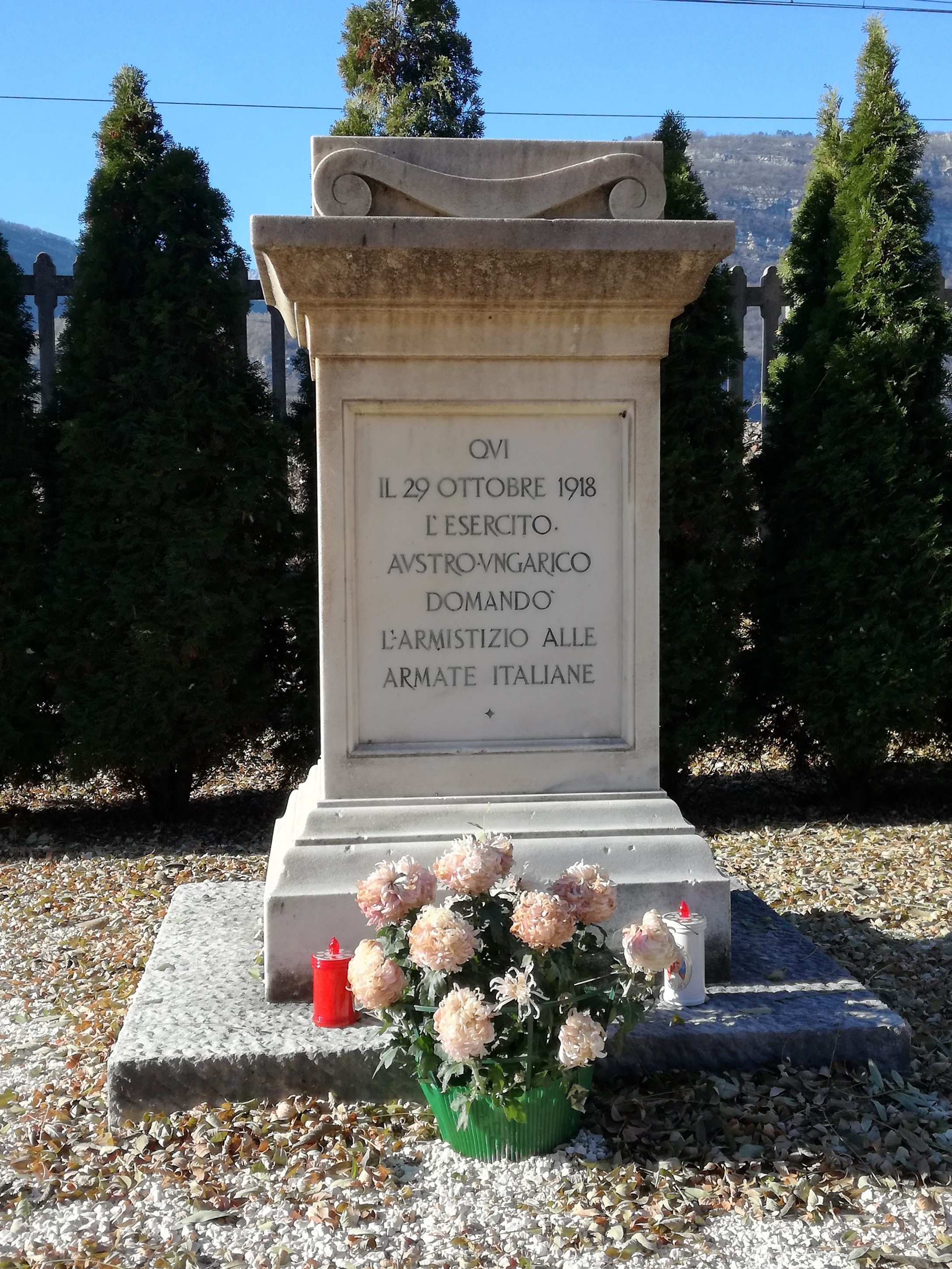
Cippo commemorativo lungo la SS 12 dove si presentarono gli emissari austro-ungarici il 29 ottobre 1918

Le prime tracce del paese in documenti ufficiali è del passaggio dell'imperatore cristiano Massimiliano I, che diede l'ordine di abbattere la rocca presente per far passare più agevolmente le truppe imperiali.
Fu presso Serravalle che la mattina del 29 ottobre 1918 durante la prima guerra mondiale emissari austro-ungarici a capo del capitano Camillo Ruggera e per ordine del diretto superiore generale Viktor Weber von Webenau si presentarono davanti alle linee italiane, allo scopo di iniziare le trattative per l'armistizio fra l'Austria-Ungheria e l'Italia, conclusasi il 3 novembre 1918 con l'Armistizio di Villa Giusti a Padova.
Serravalle all'Adige è stato un comune italiano istituito nel 1920 in seguito all'annessione della Venezia Tridentina al Regno d'Italia. Nel 1928 è stato aggregato al comune di Ala.

## Monumenti e luoghi d'interesse

### Architetture religiose
- Chiesa dei Santi Fabiano e Sebastiano